# Khánh Ninh (huyện)
Khánh Ninh là một huyện cũ của tỉnh Phú Khánh, Việt Nam.
Huyện được thành lập 29 tháng 10 năm 1975 trên cơ sở hợp nhất 2 huyện Ninh Hòa và Vạn Ninh.
Phía Bắc giáp 2 huyện Tuy Hòa và Tây Sơn, phía Nam giáp 2 huyện Khánh Xương và Khánh Vĩnh, phía Đông giáp Biển Đông, phía Tây giáp huyện M'Drắk của tỉnh Đắk Lắk.
Khi hợp nhất, huyện Khánh Ninh có 32 xã: Ninh An, Ninh Bình, Ninh Đa, Ninh Diêm, Ninh Đông, Ninh Giang, Ninh Hà, Ninh Hải, Ninh Hiệp, Ninh Hưng, Ninh Ích, Ninh Lộc, Ninh Phú, Ninh Phụng, Ninh Phước, Ninh Quang, Ninh Sim, Ninh Tân, Ninh Tây, Ninh Thân, Ninh Thọ, Ninh Thượng, Ninh Xuân, Vạn Bình, Vạn Hưng, Vạn Khánh, Vạn Long, Vạn Lương, Vạn Phú, Vạn Phước, Vạn Thắng và Vạn Thạnh.
Ngày 23 tháng 10 năm 1978, thành lập 2 thị trấn Ninh Hòa và Vạn Giã.
Ngày 2 tháng 3 năm 1979, thành lập xã Ninh Trung gồm các thôn Quảng Cư, Mông Phú, Vĩnh Thạnh (xã Ninh Thượng) và các thôn Phú Văn, Thạch Sơn (xã Ninh Đông).
Từ đó, đơn vị hành chính của huyện Khánh Ninh gồm 2 thị trấn Ninh Hòa, Vạn Giã và 33 xã: Ninh An, Ninh Bình, Ninh Đa, Ninh Diêm, Ninh Đông, Ninh Giang, Ninh Hà, Ninh Hải, Ninh Hiệp, Ninh Hưng, Ninh Ích, Ninh Lộc, Ninh Phú, Ninh Phụng, Ninh Phước, Ninh Quang, Ninh Sim, Ninh Tân, Ninh Tây, Ninh Thân, Ninh Thọ, Ninh Thượng, Ninh Trung, Ninh Xuân, Vạn Bình, Vạn Hưng, Vạn Khánh, Vạn Long, Vạn Lương, Vạn Phú, Vạn Phước, Vạn Thắng, Vạn Thạnh.
Ngày 5 tháng 3 năm 1979, huyện Khánh Ninh được chia thành 2 huyện cũ là Ninh Hòa và Vạn Ninh:
- Huyện Ninh Hòa có thị trấn Ninh Hòa và 24 xã: Ninh An, Ninh Bình, Ninh Đa, Ninh Diêm, Ninh Đông, Ninh Giang, Ninh Hà, Ninh Hải, Ninh Hiệp, Ninh Hưng, Ninh Ích, Ninh Lộc, Ninh Phú, Ninh Phụng, Ninh Phước, Ninh Quang, Ninh Sim, Ninh Tân, Ninh Tây, Ninh Thân, Ninh Thọ, Ninh Thượng, Ninh Trung, Ninh Xuân.
- Huyện Vạn Ninh có thị trấn Vạn Giã và 9 xã: Vạn Bình, Vạn Hưng, Vạn Khánh, Vạn Long, Vạn Lương, Vạn Phú, Vạn Phước, Vạn Thắng, Vạn Thạnh.

1. ↑  Quyết định số 268-CP năm 1978
2. ↑  “Quyết định 74-CP về việc thành lập và điều chỉnh địa giới một số xã và thị trấn thuộc tỉnh Phú Khánh”.
3. ↑  Quyết định 85-CP năm 1979 về việc chia huyện Khánh Ninh thuộc tỉnh Phú Khánh thành hai huyện lấy tên là huyện Ninh Hòa và huyện Vạn Ninh do Hội đồng Chính phủ ban hành